# Национально-демократическая партия (Барбадос)
Национально-демократическая партия (англ. National Democratic Party) — бывшая центристская политическая партия на Барбадосе, основанная в 1989 году.

## История
Национально-демократическая партия была снована в 1989 году четырьмя министрами и депутатами парламента, вышедшими из правящей Демократической лейбористской партии, во главе с бывшим министром финансов Ричардом Хейнсом. Партия впервые участвовала в выборах в 1991 году, когда набрала 6,8 % голосов, но не смогла получить ни одного места парламента. На парламентских выборах 1994 года партия повысила свою поддержку до 12,8 % и получила одно место. Однако в дальнейших выборах партия не участвовала.

## Участие в выборах
| Выборы | Лидер        | Голосов | %     | Мест    | +/- | Позиция | Правительство    |
| ------ | ------------ | ------- | ----- | ------- | --- | ------- | ---------------- |
| 1991   | Ричард Хейнс | 8 218   | 6,8   | 0 из 28 | ▬ 0 | ▲ 3     | Внепарламентская |
| 1994   | Ричард Хейнс | 15 980  | 12,77 | 1 из 28 | ▲ 1 | ▬ 3     | Оппозиция        |